# Petra Horneber
Petra Horneber (n. 21 aprilie 1965, Floß, Bavaria, Germania) este o trăgătoare de tir ce a reprezentat Germania, medaliată olimpică. A participat la 2 ediții ale Jocurilor Olimpice (1996, 2000) în care a câștigat o medalie de argint.